# Tennessee Titans 2012
La stagione 2012 dei Tennessee Titans è stata la 43ª della franchigia nella National Football League, la 53ª complessiva. Fu anche l’ultima stagione completa sotto la proprietà del fondatore Bud Adams, che morì il 21 ottobre 2013. La squadra non riuscì ad eguagliare il record di 9–7 della stagione precedente scendendo a 6-10 e venendo eliminata dalla corsa ai playoff nella settimana 14.

## Scelte nel Draft 2012
| Scelte dei Titans nel Draft 2012 |        |                 |                  |                |
| Giro                             | Scelta | Giocatore       | Ruolo            | College        |
| 1                                | 20     | Kendall Wright  | Wide Receiver    | Baylor         |
| 2                                | 52     | Zach Brown      | Linebacker       | North Carolina |
| 3                                | 82     | Mike Martin     | Defensive Tackle | Michigan       |
| 4                                | 115    | Coty Sensabaugh | Cornerback       | Clemson        |
| 5                                | 145    | Taylor Thompson | Tight End        | SMU            |
| 6                                | 190    | Markelle Martin | Safety           | Oklahoma State |
| 7                                | 227    | Scott Solomon   | Defensive End    | Rice           |

## Calendario
| Stagione regolare |                         |                    |                    |                       |
| Turno             | Avversario              | Risultato          | Record             | Stadio                |
| 1                 | New England Patriots    | S 13–34            | 0–1                | LP Field              |
| 2                 | at San Diego Chargers   | S 10–38            | 0–2                | Qualcomm Stadium      |
| 3                 | Detroit Lions           | V 44–41 (DTS)      | 1–2                | LP Field              |
| 4                 | at Houston Texans       | S 14–38            | 1–3                | Reliant Stadium       |
| 5                 | at Minnesota Vikings    | S 7–30             | 1–4                | Mall of America Field |
| 6                 | Pittsburgh Steelers     | V 26–23            | 2–4                | LP Field              |
| 7                 | at Buffalo Bills        | V 35–34            | 3–4                | Ralph Wilson Stadium  |
| 8                 | Indianapolis Colts      | S 13–19 (DTS)      | 3–5                | LP Field              |
| 9                 | Chicago Bears           | S 20–51            | 3–6                | LP Field              |
| 10                | at Miami Dolphins       | V 37–3             | 4–6                | Sun Life Stadium      |
| 11                | Settimana di pausa      | Settimana di pausa | Settimana di pausa | Settimana di pausa    |
| 12                | at Jacksonville Jaguars | S 19–24            | 4–7                | EverBank Field        |
| 13                | Houston Texans          | S 10–24            | 4–8                | LP Field              |
| 14                | at Indianapolis Colts   | S 23–27            | 4–9                | Lucas Oil Stadium     |
| 15                | New York Jets           | V 14–10            | 5–9                | LP Field              |
| 16                | at Green Bay Packers    | S 7–55             | 5–10               | Lambeau Field         |
| 17                | Jacksonville Jaguars    | V 38–20            | 6–10               | LP Field              |

Note: Gli avversari della propria division sono in grassetto.

## Classifiche
| AFC South              | AFC South | AFC South | AFC South | AFC South | AFC South | AFC South | AFC South | AFC South | AFC South |
|                        | V         | S         | P         | %         | DIV       | CONF      | PF        | PS        | STR       |
| ---------------------- | --------- | --------- | --------- | --------- | --------- | --------- | --------- | --------- | --------- |
| (3) Houston Texans     | 12        | 4         | 0         | .750      | 5–1       | 10–2      | 416       | 331       | S2        |
| (5) Indianapolis Colts | 11        | 5         | 0         | .688      | 4–2       | 8–4       | 357       | 387       | V2        |
| Tennessee Titans       | 6         | 10        | 0         | .375      | 1–5       | 5–7       | 330       | 471       | V1        |
| Jacksonville Jaguars   | 2         | 14        | 0         | .125      | 2–4       | 2–10      | 255       | 444       | S5        |